# Сараевский трамвай
Сараевский трамвай — трамвайная система города Сараево — столицы Боснии и Герцеговины. Компания оператор — Javno komunalno preduzeće — Gradski saobraćaj Sarajevo (Общественный транспорт Сараева). Трамвайная система была сильно повреждена во время обстрелов сербских праворадикальных сил Боснийской войны. В 1993—1994 годах восстановлена.

## История
Первая линия конки в Сараеве открылась 1 января 1885 года. Её протяжённость составляла 3,1 км (в однопутном исчислении). Линия конки тянулась от Экономического института по центральной улице города (сейчас улица Тито), мимо Ферхадийской мечети, Мариндвора и заканчивалась около железнодорожного вокзала. Вместимость вагонов была 28 человек, стоимость проезда — 5 крейцеров. Ширина колеи составляла 760 мм. 1 мая 1895 года трамвай был электрифицирован. Также был продлён маршрут до ж/д станции Профаличи (Pofalići). На линии использовались трамваи производства немецкой фирмы «Siemens-Schuckertwerke».

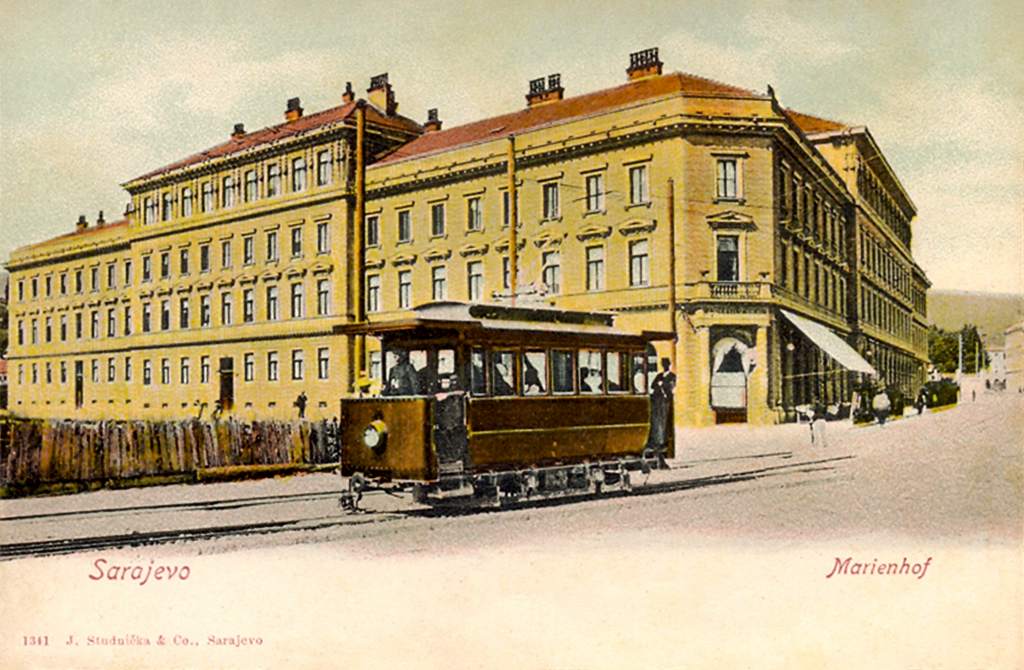
Трамвай в Сараеве (1901 год)

В 1960 году колея трамвая была перешита и стала 1435 мм. Сегодня протяжённость трамвайной сети составляет 10,7 км и связывает районы Башчаршия (Baščaršija) — центр и Илиджа (Ilidža) — один из пригородов Сараева. Главная линия проходит через оживлённые улицы (Bulevar Meše Selimovića), через центр старого города до конечной Башчаршия и обратно.

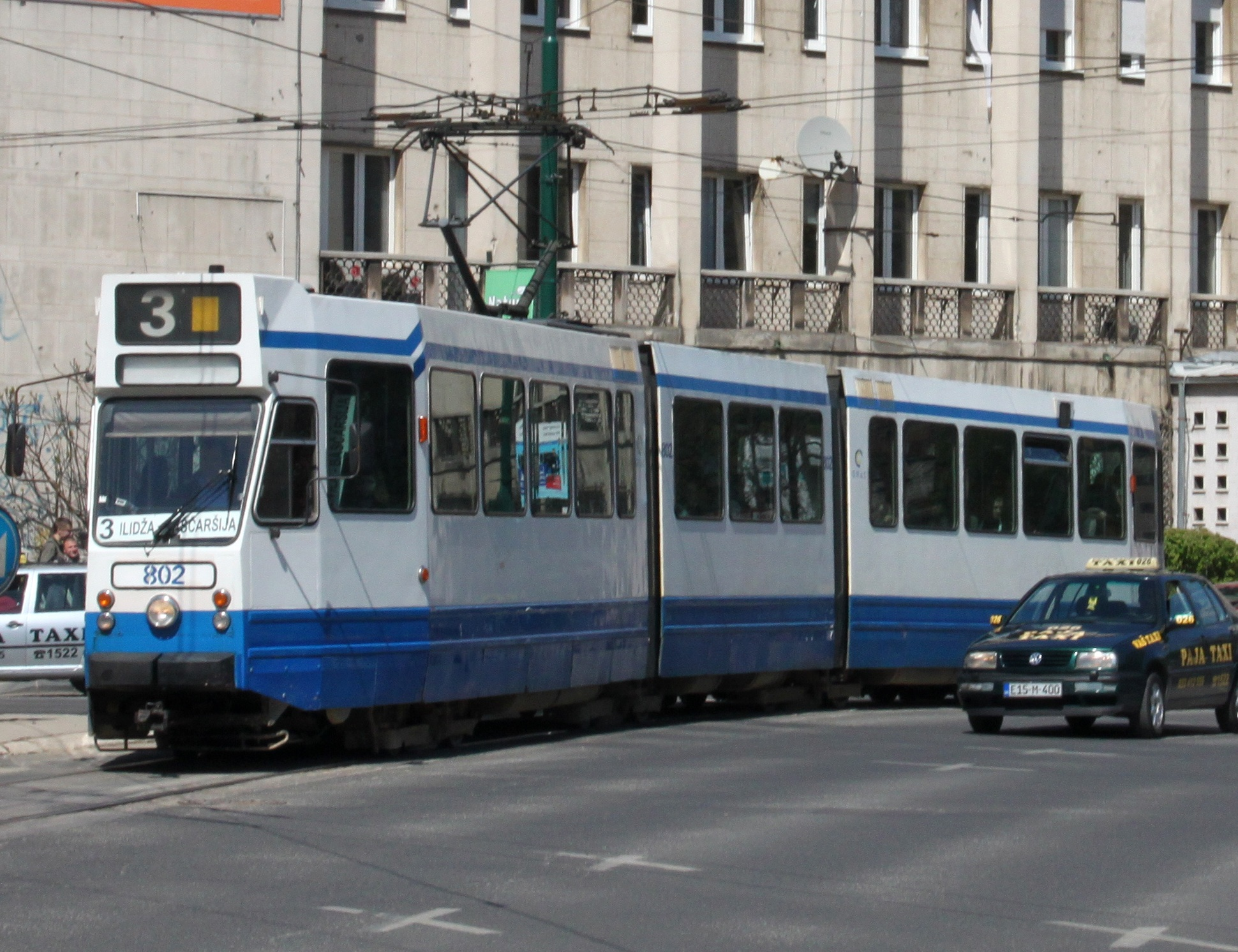
LHB

## Линии

Схема трамвайных линий

1: Железнодорожный вокзал — Башчаршия (Željeznička stanica — Baščaršija)

2: Ченгич Вила — Башчаршия (Čengić Vila — Baščaršija)

3: Илиджия — Башчаршия (Ilidža — Baščaršija)

4: Илиджия — железнодорожный вокзал (Ilidža — Željeznička stanica)

5: Неджаричи — Башчаршия (Nedžarići — Baščaršija)

6: Илиджия — Скендерия (Ilidža — Skenderija)

7: Неджаричи — Скендерия (Nedžarići — Skenderija)

Линия 3 работает с 5:00 до 23:00 ежедневно, остальные — с 6:00 до 22:30. 

На всех конечных остановках построены разворотные петли.